# Da Qin

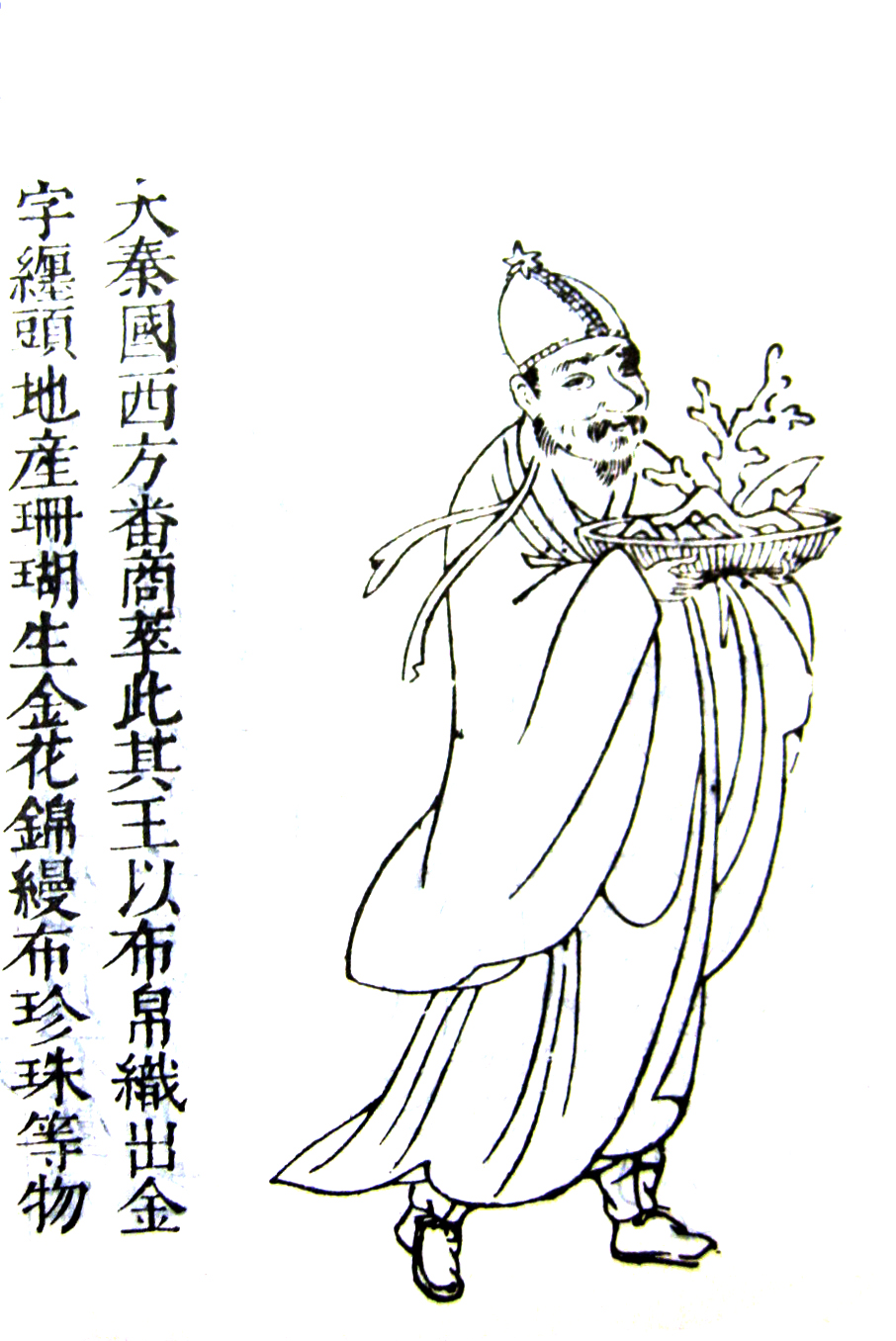
Portrait d'un Daqin tiré du Sancai Tuhui (Encyclopédie chinoise publiée en 1609)

Daqin ou Da Qin (chinois : 大秦 ; EFEO : Ta Ts'in) est l’ancien nom chinois de l’Empire romain. Il signifie littéralement « Grands Qin », Qin (秦, Ts'in) étant le nom de la dynastie fondatrice de l’Empire chinois.
Après l’ouverture de la Route de la soie au IIe siècle av. J.-C., les Chinois aimaient à considérer l’Empire romain comme un pendant civilisé de l’Empire chinois. Les Romains occupaient une position extrême sur la route commerciale, les Chinois étant situés à l’autre extrémité, d’où le nom en miroir.
Il semble que les Chinois ne soient jamais parvenus à atteindre directement l’Empire romain durant l’Antiquité, bien que le général Ban Chao ait conduit en 97 une expédition de 70 000 hommes jusqu’à la mer Caspienne. L’ambassadeur de Ban Chao, Gan Ying, s’en rapprocha encore plus, jusqu’aux rives de la mer Noire. Gan Ying a laissé un récit détaillé sur l’Empire romain, mais on considère en général que celui-ci se fonde sur des informations de seconde main.
Le nom de Daqin pour Rome fut utilisé sur les cartes chinoises jusqu’au XVIe siècle.